# Nagyszombati főegyházmegye
A Nagyszombati főegyházmegye (szlovákul: Trnavská arcidiecéza, latinul: Archidioecesis Tyrnaviensis) a latin rítusú katolikus egyházhoz tartozó egyházmegye Szlovákiában. 2008. február 14-én jött létre a Pozsony-Nagyszombati főegyházmegye felosztásával. Jelenleg 12 espereskerülete van. Érseki székesegyháza a nagyszombati Keresztelő Szent János-templom. A főegyházmegye védőszentje Keresztelő Szent János. A nagyszombati főegyházmegye a szlovákiai nyugati egyháztartományba tartozik. A Pozsonyi főegyházmegye alatti szuffragáneus egyházmegye. A nagyszombati főegyházmegye a Pozsony-Nagyszombati főegyházmegye jogutóda.

## Terület

Szlovákia egyházmegyéi 2008-tól

### Szomszédos egyházmegyék
- Bécsi főegyházmegye (délnyugat)
- Brnói egyházmegye (északnyugat)
- Olomouci főegyházmegye (észak)
- Zsolnai egyházmegye (északkelet)
- Nyitrai egyházmegye (délkelet)
- Pozsonyi főegyházmegye (dél)

## Szervezet

### Az egyházmegyében szolgálatot teljesítő püspökök
| Fénykép | Név, beosztás                                | Születési helye, ideje               | Kinevezés dátuma |
| ------- | -------------------------------------------- | ------------------------------------ | --- |
|         | Orosch János nagyszombati érsek              | Pozsony, 1953. május 28. (71 éves)   | nagyszombati segédpüspöknek kinevezve: 2008. február 14. apostoli adminisztrátor: 2012. július 2. nagyszombati érsek: 2013. július 11.                                                 |
|         | Róbert Bezák nyugalmazott nagyszombati érsek | Privigye, 1960. március 1. (65 éves) | nagyszombati érseknek kinevezve: 2009. április 18. leváltva: 2012. július 2. |
|         | Ján Sokol nyugalmazott nagyszombati érsek    | Jác, 1933. október 9. (91 éves)      | pozsony-nagyszombati segédpüspöknek kinevezve: 1988. május 19. pozsony-nagyszombati érsek: 1989. július 26. nagyszombati érsek: 2008. február 14. nyugalomba vonult: 2009. április 18. |

### Területi beosztás
Espereskerületek:
- Dunaszerdahely
- Galánta
- Galgóc
- Komárom
- Nagyszombat A
- Nagyszombat B
- Nemsó
- Ógyalla
- Pöstyén
- Szered
- Vágsellye
- Vágújhely